# Toni Vastić
Toni Vastić (n. Viena, Austria, 17 de enero de 1993) es un futbolista austriaco, que juega de delantero y actualmente milita en el Aalen de la Regionalliga Südwest de Alemania.

## Selección nacional
Con la Selección de fútbol de Austria, aún no ha jugado ni tampoco ha anotado goles, pero marcó 9 goles en 32 partidos, por las selecciones menores austriacas.

## Vida personal
Toni es el hijo del exfutbolista internacional austriaco Ivica Vastić.

## Clubes
| Club             | País     | Año           |
| ---------------- | -------- | ------------- |
| Bayern Múnich II | Alemania | 2011 - 2013   |
| SV Ried          | Austria  | 2013 - 2015   |
| Admira Wacker    | Austria  | 2015 - 2017   |
| Austria Viena    | Austria  | 2017-2019     |
| Aalen            | Alemania | 2019-presente |